# Бомбардовање Сарајева током Другог светског рата
Бомбардовање Сарајева током Другог светског рата почело је 1941. године. Прва бомбардовања догодила су се у априлу, током немачког напада на Југославију. Сарајево је постало мета због своје стратешке позиције и важности као административног и инфраструктурног центра. Немачки авиони су уништили значајан део инфраструктуре, укључујући железничке и административне објекте, док је велики број цивила изгубио живот.
Уследила је окупација града од стране немачке војске и његово укључивање у састав Независне Државе Хрватске. Током наредних година, Сарајево је било под контролом окупационих снага, али су се током 1943. године прилике на фронту промениле. Након капитулације Италије и јачања Народноослободилачке борбе, Савезници су почели са низом ваздушних удара на градове под контролом Осовине. Од новембра 1943. до краја 1944. године, Сарајево је више пута било мета савезничких бомбардера. Укупно је бачено 1.013 тона бомби, а у овим мисијама учествовало је више од 170 америчких и преко 150 британских авиона.
Током ових операција, значајан део града је уништен. Оштећене су железничке станице, мостови и индустријски објекти, али је велики број бомби погодио и стамбене четврти, узрокујући бројне цивилне жртве. Бомбардовања су додатно погоршала услове живота у граду који је већ био оптерећен несташицама хране, лекова и основних потрепштина. Истовремено, Сарајево је било сведок масовних покрета избеглица, што је додатно оптеретило ионако лошу хуманитарну ситуацију.
Бомбардовање Сарајева током рата оставило је дубоке последице на град и његове становнике. Разарања су изазвала велику материјалну штету, али и људске губитке који су оставили трајне трауме. Сарајево је ослобођено 6. априла 1945. године, након офанзиве Народноослободилачке војске Југославије. Упркос ратним разарањима, град је након рата обновљен, али се сећања на овај период и даље чувају као подсетник на страхоте из периода Другог светског рата.

## Хронологија
- 6–7. април 1941. – прво бомбардовање Сарајева. Аеродром је оштећен. Део кампање бомбардовања Југославије од стране сила Осовине.
- 12–13. април 1941. – друго бомбардовање Сарајева. Оштећени су суд, пошта и многе друге локације. Погинуло је 90 људи.[1]
- 14–29. новембар 1943. – прве савезничке мисије бомбардовања у Сарајеву, изведене 14. новембра, затим 25. новембра, а последња 29. новембра. Бомбардовање је извела 12. ваздухопловна команда САД. У прва два напада погинуло је 173 људи, док је у трећем страдало 105 особа.[2]
- 27. јун 1944. – два америчка авиона испустила су пет тона бомби на аеродром.[2]
- 28. јул 1944. – бомбардована је војна команда.[2]
- 8. септембар 1944. – 69 бомбардера је с укупно 184 тоне бомби напало два железничка чворишта.
- 7. новембар 1944. – бомбардован је мост Али-паша.[3]
- 18. новембар 1944. – десето савезничко бомбардовање Сарајева.
- 21. новембар 1944. – дванаесто савезничко бомбардовање Сарајева.
- 3. децембар 1944. – тринаесто савезничко бомбардовање Сарајева.
- 19. децембар 1944. – последње познато савезничко бомбардовање Сарајева. Оштећени су северни део Кошева, Храсно и мост Али-паша.[2]